# Pepe Garcés
Pepe Garcés o José Antonio Garcés (Zaragoza, 5 de noviembre de 1956 – Nepal, 13 de octubre de 2001). Montañero español. Junto a Fernando Garrido y Carlos Pauner fue el más popular de la Comunidad Autónoma de Aragón.

## Biografía
Garcés perteneció a Montañeros de Aragón, y cuando no estaba de expedición regentaba su albergue «Santa Cristina» de Candanchú. Se inició en el montañismo a través del grupo de Scouts del Colegio de Marianistas de Zaragoza y entró posteriormente en el Grupo Scout nº 12 San Vicente Mártir como monitor.
Su primera expedición fue al Jirishanca (Andes peruanos) el 26 de julio de 1983, seguida de la del Monte Kenia el 1 de agosto de 1985. En agosto de 1987 vuelve a Perú (expedición «Cordillera Blanca»). Dos años después, participó en la Expedición Aragonesa Everest 89, pero no hace cumbre en la montaña más alta del mundo hasta 1991, junto a Antonio Ubieto Auseré. En esta ocasión sufrió congelaciones que motivaron la amputación de la primera parte de algunas falanges de varios dedos de los pies.
En 1995 encabezó la trágica expedición al K-2 (la segunda montaña del mundo en altura) de la Peña Guara de Huesca y Montañeros de Aragón. Subieron por la ruta «Cesen» e hicieron cumbre Javier Olivar, Lorenzo Ortiz y Javier Escartín (Pepe Garcés no llegó a la cumbre por síntomas de congelación en pies y manos). Los tres montañeros fallecieron en el descenso el 13 de agosto.
En 1997 coronó el Cho Oyu y en abril de 1998 hizo lo propio en el Shisha Pangma (Himalaya tibetano). En junio de 1998 regresa al fatídico K-2 en su intento de lograr los catorce ochomiles del Himalaya en seis años. De nuevo se queda con la miel en los labios. En otoño de ese mismo año intenta, sin éxito, hollar la cima del Dhaulagiri. Tras las expediciones de 1999 al Gasherbrum I y II (8068 y 8035 m. respectivamente), sus últimos éxitos fueron la coronación del Manaslu (8163 metros) el 25 de abril de 2000 y, por fin, el K-2, en julio de 2001.
En octubre de 2001 consiguió alcanzar la cima del Dhaulagiri, en una expedición en la que también participaban Edurne Pasabán, Carlos Soria Fontán, y los italianos Mario Merelli y Silvio Mondinelli. En el descenso de dicha cumbre, el 13 de octubre, José Antonio Garcés fallecía, en un trágico accidente.